# The Collection (álbum de Quiet Riot)
The Collection es un álbum de la banda americana de heavy metal Quiet Riot donde se juntan sus más grandes éxitos de 1982 hasta 1988.

## Lista de canciones
1. "Metal Health" – 5:19
2. "Cum on Feel the Noize" – 4:52
3. "Slick Black Cadillac" – 4:16
4. "Let's Get Crazy" (Live) – 5:00
5. "Thunderbird" – 4:43
6. "Love's a Bitch" (Live) – 4:54
7. "Sign of the Times" – 5:06
8. "Mama Weer All Crazee Now" – 3:38
9. "Stomp Your Hands, Clap Your Feet" – 4:40
10. "Condition Critical" – 5:05
11. "(We Were) Born to Rock" – 3:38
12. "Stay with Me Tonight" – 4:41
13. "Callin' the Shots" – 4:42
14. "King of the Hill" – 4:25
15. "Don't Wanna Be Your Fool" – 5:03
16. "Coppin' a Feel" – 3:46

- Datos: Q3986346